# Mike Mainieri

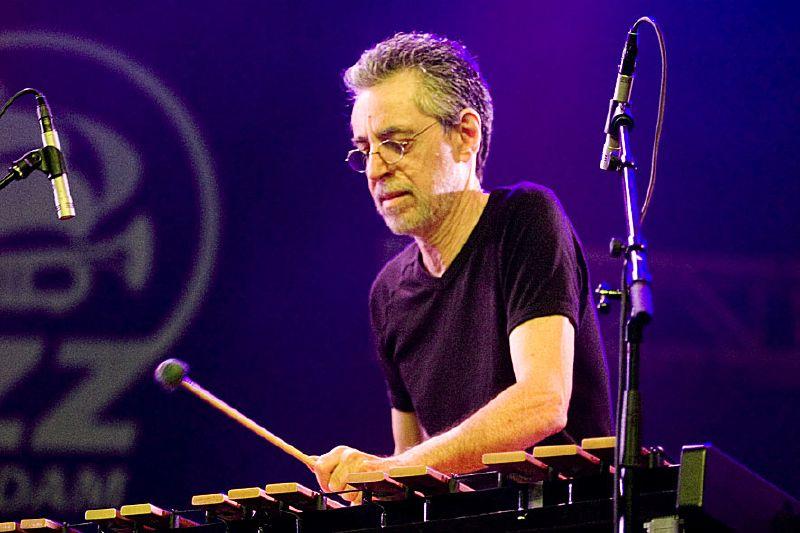
Mike Mainieri

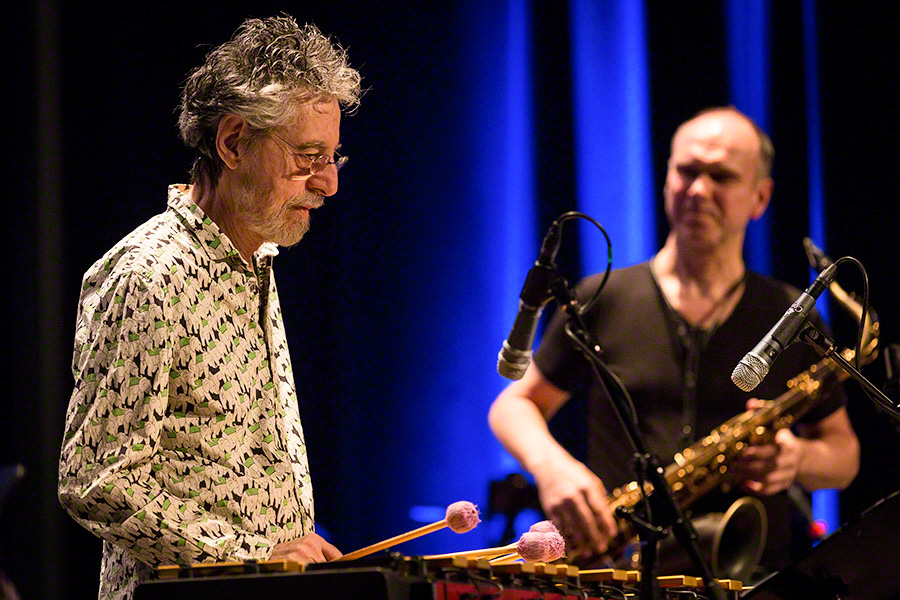
Mainieri, Oslo (2016)

Michael T. Mainieri (The Bronx, New York, 4 juli 1938) is een Amerikaans vibrafonist. Hij werkte met onder meer de Amerikaanse fusiongroep Steps Ahead.
Mainieri is een pionier met de elektronische vibrafoon ("synth-vibe"). Hij nam werk op met onder anderen Buddy Rich, Wes Montgomery, Jeremy Steig. Ook speelde hij mee bij diverse tracks op het album Love over Gold van Dire Straits. Mainieri is de man achter diverse platenlabels, het laatste is het door hem opgerichte NYC Records.
In 2008 verscheen een album (Twelve Pieces) van het Nederlandse Marnix Busstra Trio met Mainieri.

## Discografie (selectief)
- 1962: Blues on the other side
- 1968: Insight
- 1970: Journey through an electric tube
- 1972: White Elephant vol.1
- 1972: White Elephant vol.2
- 1977: Love Play
- 1978: Free Smiles
- 1981: Wanderlust
- 1981: Live at Seventh Avenue South
- 1994: An American Diary deel 1
- 1995: Man behind bars
- 1997: An American Dairy deel 2
- 2003: Concertregistratie uit 1982
- 2006: Northern lights
- 2008: Live met Art Blakey (oude opnamen)
- 2008: Twelve Pieces

Ongedateerd:
- 2010 L'Image samen met Steve Gadd